# Rio Barbançonne
O Barbançonne é um rio francês do departamento Seine-et-Marne, afluente do rio Yerres. Também é atravessado pela estrada secundária 319.

## Comunas atravessadas
Em Seine-et-Marne: Brie-Comte-Robert, Le Petit-Grisy, Gretz-Armainvilliers, Grisy-Suisnes.